# Pitar
Pour le genre précis, voir Pitar (genre).
Taxons concernés
Plusieurs genres de la famille des 
- Pitar
- Macrocallistamodifier

pitars est le nom vernaculaire de plusieurs espèces de mollusques comestibles parmi lesquelles celles du genre Pitar (genre) et Macrocallista.